# Eleições legislativas portuguesas de 1976 no distrito de Portalegre
| Eleições legislativas portuguesas de 1976 Distritos: Aveiro \| Beja \| Braga \| Bragança \| Castelo Branco \| Coimbra \| Évora \| Faro \| Guarda \| Leiria \| Lisboa \| Portalegre \| Porto \| Santarém \| Setúbal \| Viana do Castelo \| Vila Real \| Viseu \| Açores \| Madeira \| Estrangeiro |

## Resultados por Concelho
Os resultados nos concelhos do Distrito de Portalegre foram os seguintes:

### Alter do Chão
| Partido                 | Partido                          | Votos | %               |
| ----------------------- | -------------------------------- | ----- | --------------- |
|                         | Partido Socialista               | 1 357 | 36,98 / 100,00  |
|                         | Partido Comunista Português      | 975   | 26,57 / 100,00  |
|                         | Partido Popular Democrático      | 459   | 12,51 / 100,00  |
|                         | Centro Democrático e Social      | 412   | 11,23 / 100,00  |
|                         | Liga Comunista Internacionalista | 38    | 1,04 / 100,00   |
|                         | Outros                           | 187   | 5,10 / 100,00   |
| Votos Inválidos         | Votos Inválidos                  | 242   | 6,59 / 100,00   |
| Total                   | Total                            | 3 670 | 100,00 / 100,00 |
| Eleitorado/Participação | Eleitorado/Participação          | 4 122 | 89,03 / 100,00  |

### Arronches
| Partido                 | Partido                     | Votos | %               |
| ----------------------- | --------------------------- | ----- | --------------- |
|                         | Partido Socialista          | 1 219 | 40,97 / 100,00  |
|                         | Partido Comunista Português | 619   | 20,81 / 100,00  |
|                         | Centro Democrático e Social | 557   | 18,72 / 100,00  |
|                         | Partido Popular Democrático | 242   | 8,13 / 100,00   |
|                         | Frente Socialista Popular   | 40    | 1,34 / 100,00   |
|                         | Outros                      | 139   | 4,67 / 100,00   |
| Votos Inválidos         | Votos Inválidos             | 159   | 5,35 / 100,00   |
| Total                   | Total                       | 2 975 | 100,00 / 100,00 |
| Eleitorado/Participação | Eleitorado/Participação     | 3 462 | 85,93 / 100,00  |

### Avis
| Partido                 | Partido                     | Votos | %               |
| ----------------------- | --------------------------- | ----- | --------------- |
|                         | Partido Comunista Português | 2 080 | 48,19 / 100,00  |
|                         | Partido Socialista          | 1 417 | 32,83 / 100,00  |
|                         | Partido Popular Democrático | 348   | 8,06 / 100,00   |
|                         | Centro Democrático e Social | 174   | 4,03 / 100,00   |
|                         | Outros                      | 158   | 3,65 / 100,00   |
| Votos Inválidos         | Votos Inválidos             | 139   | 3,22 / 100,00   |
| Total                   | Total                       | 4 316 | 100,00 / 100,00 |
| Eleitorado/Participação | Eleitorado/Participação     | 4 634 | 93,14 / 100,00  |

### Campo Maior
| Partido                 | Partido                     | Votos | %               |
| ----------------------- | --------------------------- | ----- | --------------- |
|                         | Partido Socialista          | 2 353 | 43,37 / 100,00  |
|                         | Partido Comunista Português | 1 990 | 36,68 / 100,00  |
|                         | Partido Popular Democrático | 425   | 7,83 / 100,00   |
|                         | Centro Democrático e Social | 290   | 5,34 / 100,00   |
|                         | Outros                      | 173   | 3,20 / 100,00   |
| Votos Inválidos         | Votos Inválidos             | 195   | 3,59 / 100,00   |
| Total                   | Total                       | 5 426 | 100,00 / 100,00 |
| Eleitorado/Participação | Eleitorado/Participação     | 6 129 | 88,53 / 100,00  |

### Castelo de Vide
| Partido                 | Partido                          | Votos | %               |
| ----------------------- | -------------------------------- | ----- | --------------- |
|                         | Partido Socialista               | 1 520 | 49,30 / 100,00  |
|                         | Centro Democrático e Social      | 533   | 17,29 / 100,00  |
|                         | Partido Comunista Português      | 324   | 10,51 / 100,00  |
|                         | Partido Popular Democrático      | 164   | 5,32 / 100,00   |
|                         | União Democrática Popular        | 48    | 1,56 / 100,00   |
|                         | Frente Socialista Popular        | 40    | 1,30 / 100,00   |
|                         | Partido da Democracia Cristã     | 34    | 1,10 / 100,00   |
|                         | Movimento de Esquerda Socialista | 31    | 1,01 / 100,00   |
|                         | Outros                           | 100   | 3,25 / 100,00   |
| Votos Inválidos         | Votos Inválidos                  | 289   | 9,37 / 100,00   |
| Total                   | Total                            | 3 083 | 100,00 / 100,00 |
| Eleitorado/Participação | Eleitorado/Participação          | 3 626 | 85,02 / 100,00  |

### Crato
| Partido                 | Partido                          | Votos | %               |
| ----------------------- | -------------------------------- | ----- | --------------- |
|                         | Partido Socialista               | 1 922 | 48,99 / 100,00  |
|                         | Partido Comunista Português      | 728   | 18,56 / 100,00  |
|                         | Centro Democrático e Social      | 508   | 12,95 / 100,00  |
|                         | Partido Popular Democrático      | 186   | 4,74 / 100,00   |
|                         | Liga Comunista Internacionalista | 51    | 1,30 / 100,00   |
|                         | Outros                           | 213   | 5,43 / 100,00   |
| Votos Inválidos         | Votos Inválidos                  | 315   | 8,03 / 100,00   |
| Total                   | Total                            | 3 923 | 100,00 / 100,00 |
| Eleitorado/Participação | Eleitorado/Participação          | 4 522 | 86,75 / 100,00  |

### Elvas
| Partido                 | Partido                     | Votos  | %               |
| ----------------------- | --------------------------- | ------ | --------------- |
|                         | Partido Socialista          | 7 430  | 47,55 / 100,00  |
|                         | Partido Comunista Português | 2 728  | 17,46 / 100,00  |
|                         | Centro Democrático e Social | 2 393  | 15,31 / 100,00  |
|                         | Partido Popular Democrático | 1 379  | 8,83 / 100,00   |
|                         | Frente Socialista Popular   | 182    | 1,16 / 100,00   |
|                         | Outros                      | 631    | 4,04 / 100,00   |
| Votos Inválidos         | Votos Inválidos             | 883    | 5,65 / 100,00   |
| Total                   | Total                       | 15 626 | 100,00 / 100,00 |
| Eleitorado/Participação | Eleitorado/Participação     | 18 236 | 85,69 / 100,00  |

### Fronteira
| Partido                 | Partido                          | Votos | %               |
| ----------------------- | -------------------------------- | ----- | --------------- |
|                         | Partido Socialista               | 1 314 | 41,24 / 100,00  |
|                         | Partido Comunista Português      | 677   | 21,25 / 100,00  |
|                         | Centro Democrático e Social      | 458   | 14,38 / 100,00  |
|                         | Partido Popular Democrático      | 321   | 10,08 / 100,00  |
|                         | Movimento de Esquerda Socialista | 40    | 1,26 / 100,00   |
|                         | União Democrática Popular        | 38    | 1,19 / 100,00   |
|                         | Aliança Operária Camponesa       | 38    | 1,19 / 100,00   |
|                         | Outros                           | 108   | 3,38 / 100,00   |
| Votos Inválidos         | Votos Inválidos                  | 192   | 6,03 / 100,00   |
| Total                   | Total                            | 3 186 | 100,00 / 100,00 |
| Eleitorado/Participação | Eleitorado/Participação          | 3 567 | 89,32 / 100,00  |

### Gavião
| Partido                 | Partido                          | Votos | %               |
| ----------------------- | -------------------------------- | ----- | --------------- |
|                         | Partido Socialista               | 2 162 | 48,01 / 100,00  |
|                         | Partido Comunista Português      | 794   | 17,63 / 100,00  |
|                         | Partido Popular Democrático      | 534   | 11,86 / 100,00  |
|                         | Centro Democrático e Social      | 296   | 6,57 / 100,00   |
|                         | Frente Socialista Popular        | 53    | 1,18 / 100,00   |
|                         | Movimento de Esquerda Socialista | 47    | 1,04 / 100,00   |
|                         | Outros                           | 214   | 4,75 / 100,00   |
| Votos Inválidos         | Votos Inválidos                  | 403   | 8,95 / 100,00   |
| Total                   | Total                            | 4 503 | 100,00 / 100,00 |
| Eleitorado/Participação | Eleitorado/Participação          | 5 705 | 78,93 / 100,00  |

### Marvão
| Partido                 | Partido                          | Votos | %               |
| ----------------------- | -------------------------------- | ----- | --------------- |
|                         | Partido Socialista               | 1 758 | 44,16 / 100,00  |
|                         | Centro Democrático e Social      | 997   | 25,04 / 100,00  |
|                         | Partido Popular Democrático      | 346   | 8,69 / 100,00   |
|                         | Partido Comunista Português      | 236   | 5,93 / 100,00   |
|                         | Movimento de Esquerda Socialista | 47    | 1,18 / 100,00   |
|                         | Partido da Democracia Cristã     | 44    | 1,11 / 100,00   |
|                         | Frente Socialista Popular        | 41    | 1,03 / 100,00   |
|                         | Outros                           | 123   | 3,08 / 100,00   |
| Votos Inválidos         | Votos Inválidos                  | 389   | 9,78 / 100,00   |
| Total                   | Total                            | 3 981 | 100,00 / 100,00 |
| Eleitorado/Participação | Eleitorado/Participação          | 4 536 | 87,76 / 100,00  |

### Monforte
| Partido                 | Partido                          | Votos | %               |
| ----------------------- | -------------------------------- | ----- | --------------- |
|                         | Partido Comunista Português      | 878   | 30,22 / 100,00  |
|                         | Partido Socialista               | 858   | 29,54 / 100,00  |
|                         | Centro Democrático e Social      | 528   | 18,18 / 100,00  |
|                         | Partido Popular Democrático      | 223   | 7,68 / 100,00   |
|                         | Frente Socialista Popular        | 34    | 1,17 / 100,00   |
|                         | União Democrática Popular        | 33    | 1,14 / 100,00   |
|                         | Liga Comunista Internacionalista | 29    | 1,00 / 100,00   |
|                         | Movimento de Esquerda Socialista | 29    | 1,00 / 100,00   |
|                         | Outros                           | 75    | 2,58 / 100,00   |
| Votos Inválidos         | Votos Inválidos                  | 218   | 7,50 / 100,00   |
| Total                   | Total                            | 2 905 | 100,00 / 100,00 |
| Eleitorado/Participação | Eleitorado/Participação          | 3 198 | 90,84 / 100,00  |

### Nisa
| Partido                 | Partido                          | Votos | %               |
| ----------------------- | -------------------------------- | ----- | --------------- |
|                         | Partido Socialista               | 3 540 | 43,57 / 100,00  |
|                         | Centro Democrático e Social      | 1 325 | 16,31 / 100,00  |
|                         | Partido Comunista Português      | 1 119 | 13,77 / 100,00  |
|                         | Partido Popular Democrático      | 701   | 8,63 / 100,00   |
|                         | Frente Socialista Popular        | 118   | 1,45 / 100,00   |
|                         | União Democrática Popular        | 100   | 1,23 / 100,00   |
|                         | Liga Comunista Internacionalista | 88    | 1,08 / 100,00   |
|                         | Outros                           | 353   | 4,35 / 100,00   |
| Votos Inválidos         | Votos Inválidos                  | 780   | 9,60 / 100,00   |
| Total                   | Total                            | 8 124 | 100,00 / 100,00 |
| Eleitorado/Participação | Eleitorado/Participação          | 9 360 | 86,79 / 100,00  |

### Ponte de Sôr
| Partido                 | Partido                     | Votos  | %               |
| ----------------------- | --------------------------- | ------ | --------------- |
|                         | Partido Comunista Português | 4 186  | 35,87 / 100,00  |
|                         | Partido Socialista          | 3 880  | 33,25 / 100,00  |
|                         | Partido Popular Democrático | 1 594  | 13,66 / 100,00  |
|                         | Centro Democrático e Social | 793    | 6,80 / 100,00   |
|                         | União Democrática Popular   | 136    | 1,17 / 100,00   |
|                         | Frente Socialista Popular   | 127    | 1,09 / 100,00   |
|                         | Outros                      | 514    | 4,40 / 100,00   |
| Votos Inválidos         | Votos Inválidos             | 440    | 3,77 / 100,00   |
| Total                   | Total                       | 11 670 | 100,00 / 100,00 |
| Eleitorado/Participação | Eleitorado/Participação     | 13 948 | 83,67 / 100,00  |

### Portalegre
| Partido                 | Partido                          | Votos  | %               |
| ----------------------- | -------------------------------- | ------ | --------------- |
|                         | Partido Socialista               | 8 294  | 46,91 / 100,00  |
|                         | Centro Democrático e Social      | 3 319  | 18,77 / 100,00  |
|                         | Partido Popular Democrático      | 2 173  | 12,29 / 100,00  |
|                         | Partido Comunista Português      | 2 073  | 11,73 / 100,00  |
|                         | Movimento de Esquerda Socialista | 271    | 1,53 / 100,00   |
|                         | Frente Socialista Popular        | 184    | 1,04 / 100,00   |
|                         | Outros                           | 691    | 3,92 / 100,00   |
| Votos Inválidos         | Votos Inválidos                  | 674    | 3,81 / 100,00   |
| Total                   | Total                            | 17 679 | 100,00 / 100,00 |
| Eleitorado/Participação | Eleitorado/Participação          | 19 802 | 89,28 / 100,00  |

### Sousel
| Partido                 | Partido                     | Votos | %               |
| ----------------------- | --------------------------- | ----- | --------------- |
|                         | Partido Comunista Português | 1 728 | 34,73 / 100,00  |
|                         | Partido Socialista          | 1 271 | 25,54 / 100,00  |
|                         | Centro Democrático e Social | 792   | 15,92 / 100,00  |
|                         | Partido Popular Democrático | 584   | 11,74 / 100,00  |
|                         | União Democrática Popular   | 92    | 1,85 / 100,00   |
|                         | Frente Socialista Popular   | 53    | 1,07 / 100,00   |
|                         | Outros                      | 200   | 4,00 / 100,00   |
| Votos Inválidos         | Votos Inválidos             | 256   | 5,15 / 100,00   |
| Total                   | Total                       | 4 976 | 100,00 / 100,00 |
| Eleitorado/Participação | Eleitorado/Participação     | 5 533 | 89,93 / 100,00  |